# Barátnőm, Bori könyvsorozat
A Barátnőm, Bori (németül: Meine Freundin Conni) egy népszerű gyermek- és ifjúsági könyvsorozat, amelyet eredetileg a német Carlsen Verlag adott ki. A sorozat központi figurája Cornelia Klawitter, közismertebb nevén Conni (magyarul Bori), aki egy kíváncsi, életvidám kislány. A történetek különböző korosztályokat céloznak meg, és Bori életének mindennapjaira, kalandjaira, valamint érzelmi és társas fejlődésére fókuszálnak. A sorozat magyar nyelvű adaptációját a Manó Könyvek kiadó gondozza.

## A sorozat kezdete és fejlődése
Bori figurája először 1992-ben jelent meg a Conni kommt in den Kindergarten (magyarul: Bori óvodába megy) című könyvben. A kezdeti sikerek után több mint 100 történet született, amelyek jelentős része bestseller lett. Számos történet foglalkozott olyan témákkal, amelyek a gyerekek mindennapjait meghatározzák, mint például az első iskolanap, költözés, barátok, családi események vagy különféle élethelyzetek.

## Bori, a főszereplő
Bori egy szőke hajú kislány, aki mindig egy piros-fehér csíkos pólóban és piros masnival tűnik fel. A karaktert eredetileg Liane Schneider írónő találta ki, saját lánya, Cornelia ihletésére. Az illusztrációkat kezdetben Eva Wenzel-Bürger készítette, később azonban más illusztrátorok (például Annette Steinhauer) is hozzájárultak a megjelenéshez. Bori világában fontos szerepet kapnak az állatok, mint például kedvenc macskája, Miaú kandúr.

## Magyar Bori könyvsorozatok és korosztályok
A Barátnőm, Bori sorozat sikerére alapozva a kiadó új részeket is megjelentetett:
1. Az eredeti történetek az óvodás és kisiskolás korosztály számára készültek.
2. Bori és barátai címmel 10 év feletti gyerekeknek szóló könyvek jelentek meg.

Ezen kívül számos foglalkoztatókönyv és televíziós sorozat jelent meg magyarul.

## Barátnőm, Bori könyvsorozat részei
| Cím                            | Rész |
| Bori óvodába megy              | 1    |
| Bori cicát kap                 | 2    |
| Bori és a kistestvér           | 3    |
| Bori orvoshoz megy             | 4    |
| Bori sütni tanul               | 5    |
| Bori karácsonya                | 6    |
| Bori a tanyán                  | 7    |
| Bori és a piros bringa         | 8    |
| Bori úszni tanul               | 9    |
| Bori a strandon                | 10   |
| Bori lovagolni tanul           | 11   |
| Bori eltéved                   | 12   |
| Bori, a balerina               | 13   |
| Bori a fogorvosnál             | 14   |
| Bori születésnapja             | 15   |
| Bori kórházba kerül            | 16   |
| Bori fodrászhoz megy           | 17   |
| Bori focizik                   | 18   |
| Bori iskolába megy             | 19   |
| Bori síel                      | 20   |
| Bori zenél                     | 21   |
| Bori kirándul                  | 22   |
| Bori nem áll szóba idegenekkel | 23   |
| Bori kempingezik               | 24   |
| Bori Julcsiéknál alszik        | 25   |
| Bori segít Anyának             | 26   |
| Bori beteg                     | 27   |
| Bori először ül repülőn        | 28   |
| Bori pizzát süt                | 29   |
| Bori szülinapi buliba megy     | 30   |
| Bori és a lovasbemutató        | 31   |
| Bori zsebpénzt kap             | 32   |
| Bori a hegyekben               | 33   |
| Bori és a fogtündér            | 34   |
| Bori az állatkertben           | 35   |
| Bori és a meseünnep            | 36   |
| Bori és az ovis pizsiparti     | 37   |
| Bori vásárolni megy            | 38   |
| Bori és Julcsi összevesznek    | 39   |
| Bori utazik                    | 40   |
| Bori és a húsvéti nyúl         | 41   |
| Bori szobatiszta lesz          | 42   |
| Bori palacsintát süt           | 43   |
| Bori elköltözik                | 44   |
| Bori mérges                    | 45   |
| Bori és a hóesés               | 46   |
| Bori a nagyszülőknél alszik    | 47   |
| Bori és a Mikulás              | 48   |
| Bori nem tud elaludni          | 49   |
| Bori és a ovis torna           | 50   |
| Bori és Miaú titka             | 51   |
| Bori szomorú                   | 52   |
| Bori szemetet szed             | 53   |
| Bori ajándékot készít          | 54   |
| Bori segít apának              | 55   |